# Біла Березка
Бі́ла Бере́зка (рос. Белая Берёзка) — селище міського типу в Трубчевському районі Брянської області, Росія.
Населення селища становить 6 520 осіб (2008; 7 154 в 2002).

## Географія
Селище розташоване на річці Десна, притоці Дніпра, за 2 км від кордону з Україною. Зі сходу до селища підходять дубово-березові ліси.

## Історія
Біла Березка отримала статус селища міського типу в 1940 році.

## Економіка
В селищі працює деревообробний комбінат. З Суземки до селища прокладена залізниця, яка мала бути з'єднаною зі станцією Вітемль на правому березі Десни (не добудовано 4 км).